# Гера (река)
Гера (нем. Gera) — река в земле Тюрингия в Германии. Правый приток реки Унструт.
Река Гера образуется слиянием рек Вильде-Гера и Цаме-Гера у города Плауэ. Место слияния находится на высоте 330 метров над уровнем моря.
Протяжённость реки Гера составляет примерно 85 километров. Площадь бассейна реки составляет 1089,9 км².
Река Гера впадает в реку Унструт возле города Гебезе.
В Эрфурте имеет рукав под названием Брайтстром.